# クラリオン (楽器)

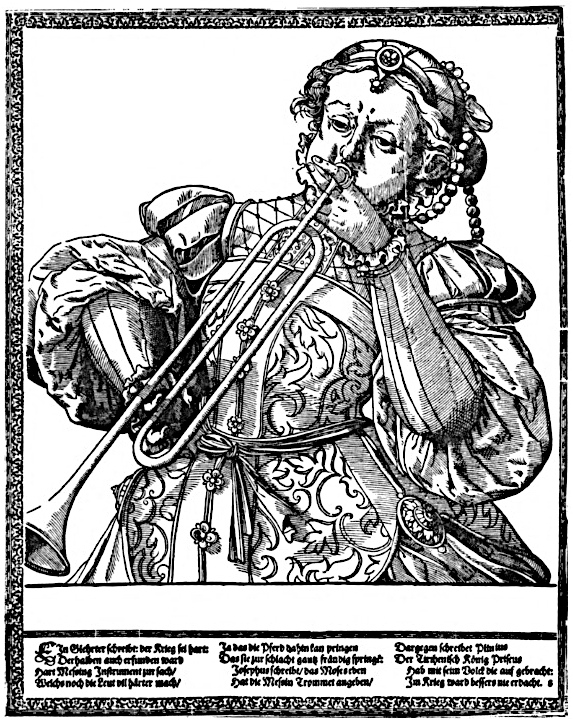
クラリオン、ドイツの木版画、16世紀。

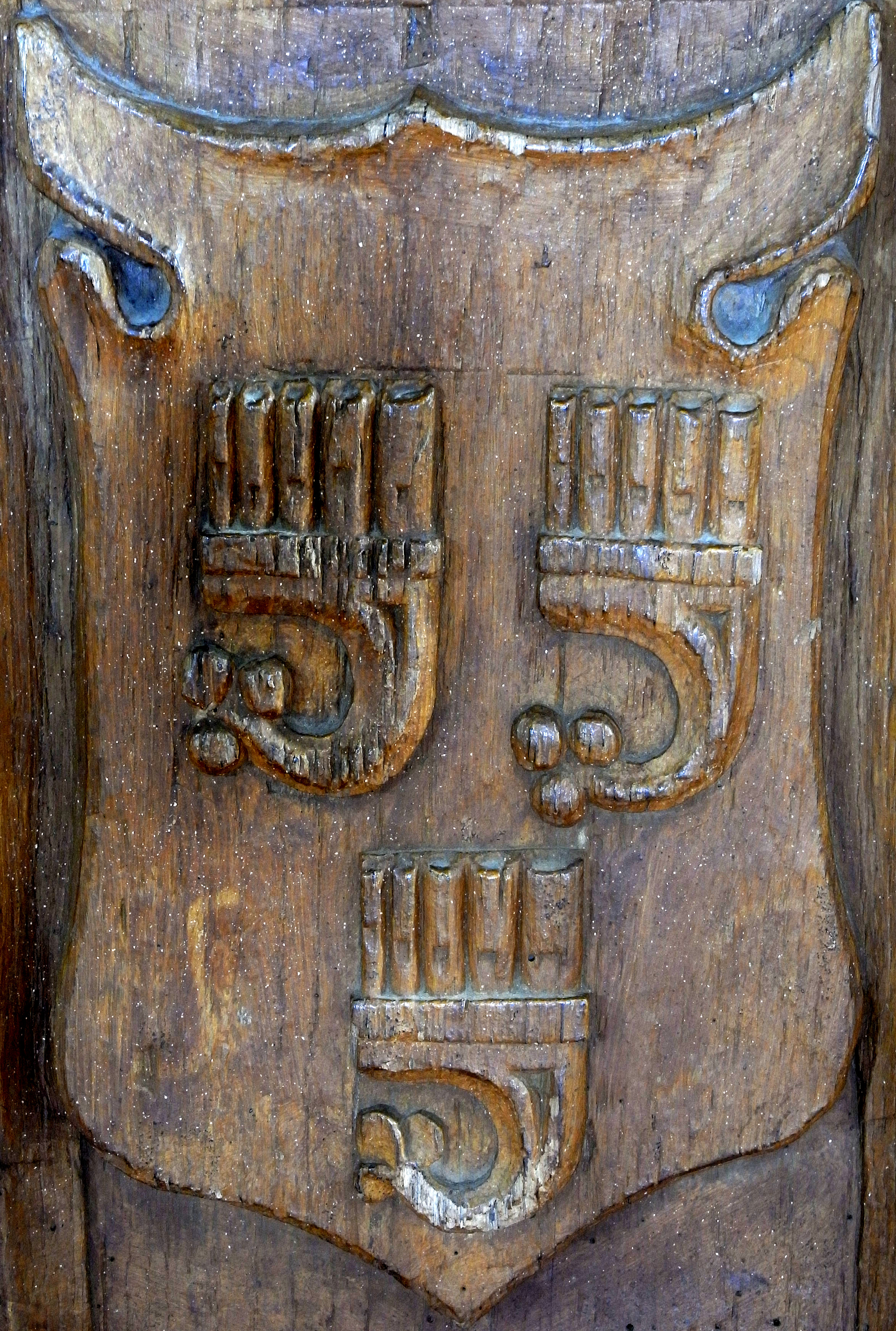
グレンヴィルの紋章に描かれたクラリオン。16世紀半ばの彫刻で、管のラビューム（リップ）がはっきりと示されている。デボン州Sutcombe教会の長いす。

クラリオン（clarion）は、中世およびルネサンス期におけるトランペットの普通名詞である。4'オルガンのリードストップの名称としても使用される。クラリオンがトランペットの一種を必ず指すのか、あるいは単に標準的なトランペットの高音域を指すのかについては、大きな混乱がある。

## 語源
「clarion」は3つのラテン語の単語、名詞clario（ラッパ）、形容詞clarus（明るい、はっきりとした）、動詞claro（はっきりとさせる）に由来する。ヨーロッパ全土で、多岐にわたるクラリオンの変異形が使用されるようになった。これらの変異形の意味は標準ではなかった。実際の楽器を指しているのか、単にトランペットの高音域を指しているのかは定かではない。フランスでは、用法は "clairin"、"clarin"、"clerain"、"clerin"、"clairon"、"claroncel"、"claronchiel" のような単語に発展した。クラリオンはが最も一般的に使用される形になった。英語では、"claro"、"clario"、"clarone"、"clarasius"、"clarioune"、"claryon"、"clarion" などである。スペインでは、この専門用語は "clarín" と "clarón" になった。イタリアでは "chiarina"、"chiarino"、"claretto" が使われ、1600年までに "clarino" あるいは "chlarino" が使われ始め、これらが（広く誤解されているにもかかわらず）標準的な用語となった。ドイツでの用例は "clareta" で、16世紀半ばまでは "clarin" であった。

## 用法
様々な版の「クラリオン」が、「トランペット」の慣用的な使用法と並行して、いくつかの異なる国の文献や歴史的記録の中で見られる。こういった節では、これらの用語が互いに協調して存在していることから、標準的なトランペットとは構造的に異なるクラリオン・トランペットが存在するに違いないという一見の一致が生まれた。フランスでは、歴史的な記録に、例えば「à son de trompes et de clarons（トロンプとクラロンの音）」のような句が含まれている。ジャン・ニコはフランスの辞書に、クラリオンはムーア人と（ムーア人の習慣を採用した）ポルトガル人の間で使われていると書いた。ニコはクラリオンを高音楽器と定義しており、テナーとバスを演奏するトランペットと対になっている。ニコはまた、クラリオンが騎兵隊や海兵隊で使用されたとも明記している。
『騎士の話』で、ジェフリー・チョーサーは「Pypes, trompes, nakers, clariounes（パイプ、トロンペ、ネイカー、クラリオン）, that in bataille blowen blody sounes」と書いた。これも、クラリオンがトランペットと何らかの形で区別されなければならないという見解に加わった。
この考えは、当時の芸術作品によって支持されており、ここでは様々な形や大きさのトランペットが描かれている。ロンドンの金細工師の組合のような職人ギルドの記録でも、クラリオンはトランペットよりも70%軽いと明記されている。しかしながら、これらのバリエーションがどのような意味を持つのか、正確な理解はない。根本的な混乱は、クラリオンが実際の楽器を指しているのか、トランペットの高音域での演奏様式を指しているのかということである。スペインの歴史家セバスティアン・デ・コバルビアスでさえ著作『カスティリア語あるいはエスパニョーラ語の宝典』の中で意味を混同している。彼は、クラリン（clarian）が "trumpetilla"、つまり高音域を演奏できる非常に小さなトランペット、あるいは、この用語は単にトランペットの高音域を指しうる、と書いている。

### バロック
これらの用語の使い方をめぐる混乱は、主にバロック時代には解消されたように見える。バロック期には「clarino」（複数形: "clarini"）やその変種が、ナチュラルトランペットを高音域で演奏する行為として具体的に理解されるようになった。ナチュラルトランペットの主音域は、倍音列の7番目の音高まで伸びている。クラリーノ音域は、倍音列の8番目から20番目に達する。

## 推薦文献
- Forsyth, Cecil (1982). Orchestration. Dover Publications Inc. ISBN 0-486-24383-4